# Łuków (stacja kolejowa)
Łuków – stacja kolejowa w Łukowie, w województwie lubelskim. Krzyżują się przy niej 4 linie kolejowe. Według klasyfikacji PKP ma kategorię dworca regionalnego.

## Ruch pasażerski
Stacja znajduje się w odległości około 2 km od centrum miasta, przy ul. Dworcowej 1.
| Rok  | Wymiana roczna | Wymiana pasażerska na dobę | Miejsce w Polsce |
| ---- | -------------- | -------------------------- | ---------------- |
| 2017 | 1 022 000      | 2800                       | bd.              |
| 2018 | 1 132 000      | 3100                       | bd.              |
| 2019 | 949 000        | 2600                       | 144.             |
| 2020 | 584 000        | 1600                       | 142.             |
| 2021 | 1 022 000      | 2800                       | 94.              |
| 2022 | 1 205 000      | 3300                       | 104.             |
| 2023 | 1 132 000      | 3100                       | 127.             |

## Historia stacji
W 1862 roku powołano komitet założycielski kolei żelaznej z Warszawy do Bugu. Koncesję na budowę kolei zwanej Warszawsko-Terespolską wydano 21 października 1864. Głównym projektantem i dyrektorem technicznym był inż. Tadeusz Chrzanowski. Kolej Warszawa – Terespol została otwarta 18 września 1867, jednak odcinek Siedlce – Łuków zaczął funkcjonować prawdopodobnie zimą 1866/1867. 3 lutego 1873 roku podjęto decyzję o budowie kolejnej drugiej linii przebiegającej przez Łuków – łączącej twierdzę w Dęblinie z twierdzą w Brześciu. Budowę zakończono w 1880 roku. Trzecią otwartą w 1898 roku, była linia kolejowa z Łukowa do Lublina. Naczelnym dyrektorem robót był inż. Aleksander Gołębiewski. Fakt istnienia na przełomie XIX i XX wieku trzech ważnych połączeń z głównymi węzłami kolejowymi w niebagatelnym stopniu podniósł rangę miasta. Czwarta linia – ze Skierniewic została zbudowana po II wojnie światowej. Oddano ją do użytku w 1959 roku. W 1978 zakończono elektryfikację trasy Siedlce – Łuków, a rok później trasy Łuków – Biała Podlaska.
W czasie II wojny światowej łukowscy kolejarze byli czynnie zaangażowani w ruch oporu, a w rejonie stacji przeprowadzano akcje dywersyjne przeciwko niemieckim okupantom. W 1974 roku blisko dworca odsłonięto pomnik upamiętniający kolejarzy, którzy walczyli z hitlerowskim najeźdźcą.
W roku 2016 zakończyła się modernizacja układu torowego stacji – m.in. wybudowano dwa nowe perony dwukrawędziowe z wiatami, zlikwidowano perony tuż przy budynku dworcowym, odnowiono istniejącą kładkę nad torami i dobudowano windy. Całkowicie przebudowany został układ torów części towarowej.

## Budynek dworca

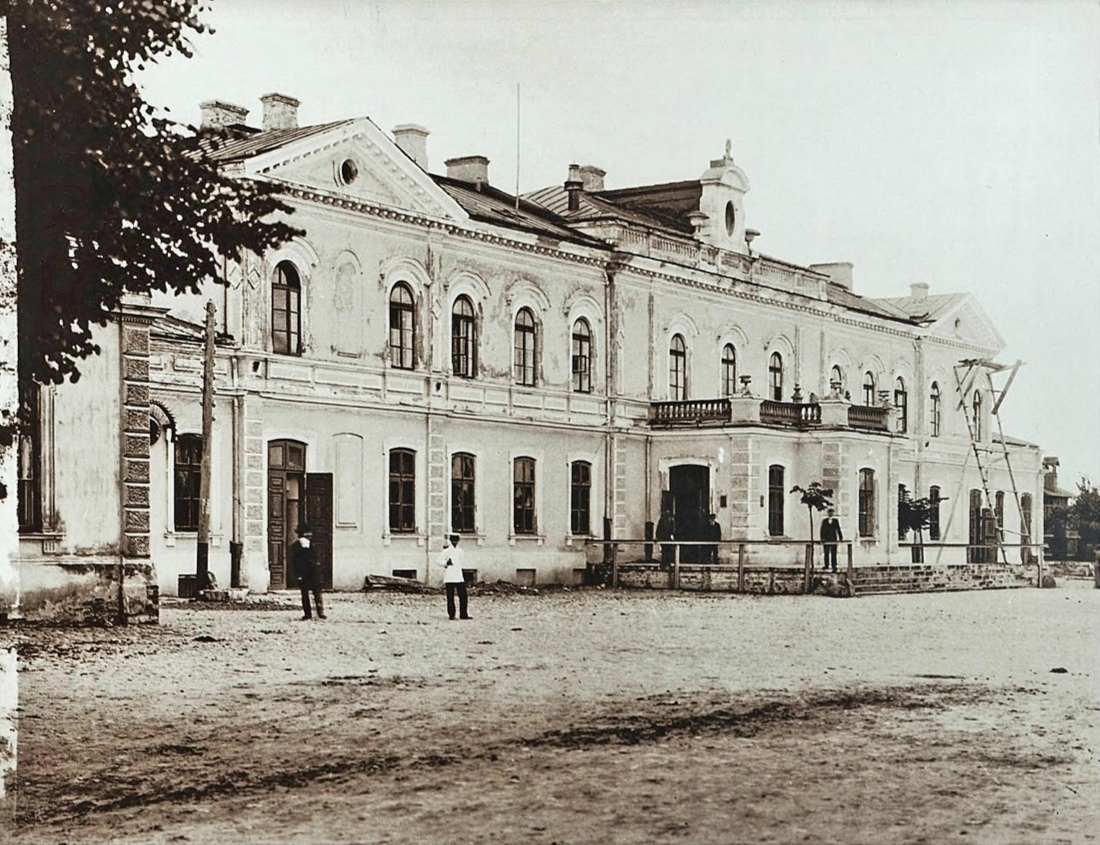
Dworzec w Łukowie przed 1915 rokiem, widziany od strony miasta – pierwotny wygląd budynku

Łukowski dworzec został wzniesiony równocześnie z budową kolei Warszawsko-Terespolskiej, w latach 1866–1867. Powstały gmach był duży i przestronny, dzięki czemu mógł obsługiwać rosnący ruch na nowo powstałym węźle kolejowym. Był murowany i miał dwie kondygnacje – drugą zajmowały mieszkania dla pracowników kolei. Pierwotny wygląd zewnętrzny budynku był jednak odmienny od aktualnego. Wokół dworca powstał dość duży, wybrukowany plac.
Ponieważ dworzec stanowił obiekt o znaczeniu militarnym, uległ dużemu (choć nie całkowitemu) zniszczeniu w trakcie I wojny światowej. Jego rolę okresowo przejął niewielki budynek przy dawnym dworcu, w którym później urządzono magazyn bagażowy. Po odzyskaniu przez Polskę niepodległości odbudowano gmach stacji, nadając mu obecny wygląd. Nowy projekt nawiązał do stylu klasycznego. Wewnątrz budynku zlokalizowano kasy, pomieszczenia biurowe oraz dwa bufety – jeden bardziej ekskluzywny, drugi tańszy i bardziej skromny.

We wrześniu 1939 r. okolice dworca były intensywnie bombardowane przez niemieckie lotnictwo, jednak sam gmach ocalał. Po zakończeniu II wojny światowej – w 1945 r. – budynek wyremontowano. Kolejny remont stał się konieczny wskutek wypadku, do którego doszło 25 stycznia 1960 roku Parowóz ciągnący 9 wagonów pasażerskich, jadący z Dęblina, wjechał na bocznicę, zdruzgotał kozioł ustawiony na końcu toru i wjechał na peron, roztrzaskał drewnianą szopę i wbił się w ścianę dworca. Zniszczony został kolejowy komisariat Milicji Obywatelskiej, który zajmował pomieszczenia w tej części budynku. Nikt nie zginął ani nie został poważnie ranny w wyniku tego wypadku. W 1962 roku przeprowadzono generalną modernizację obiektu, m.in. zmieniając wystrój wnętrza.

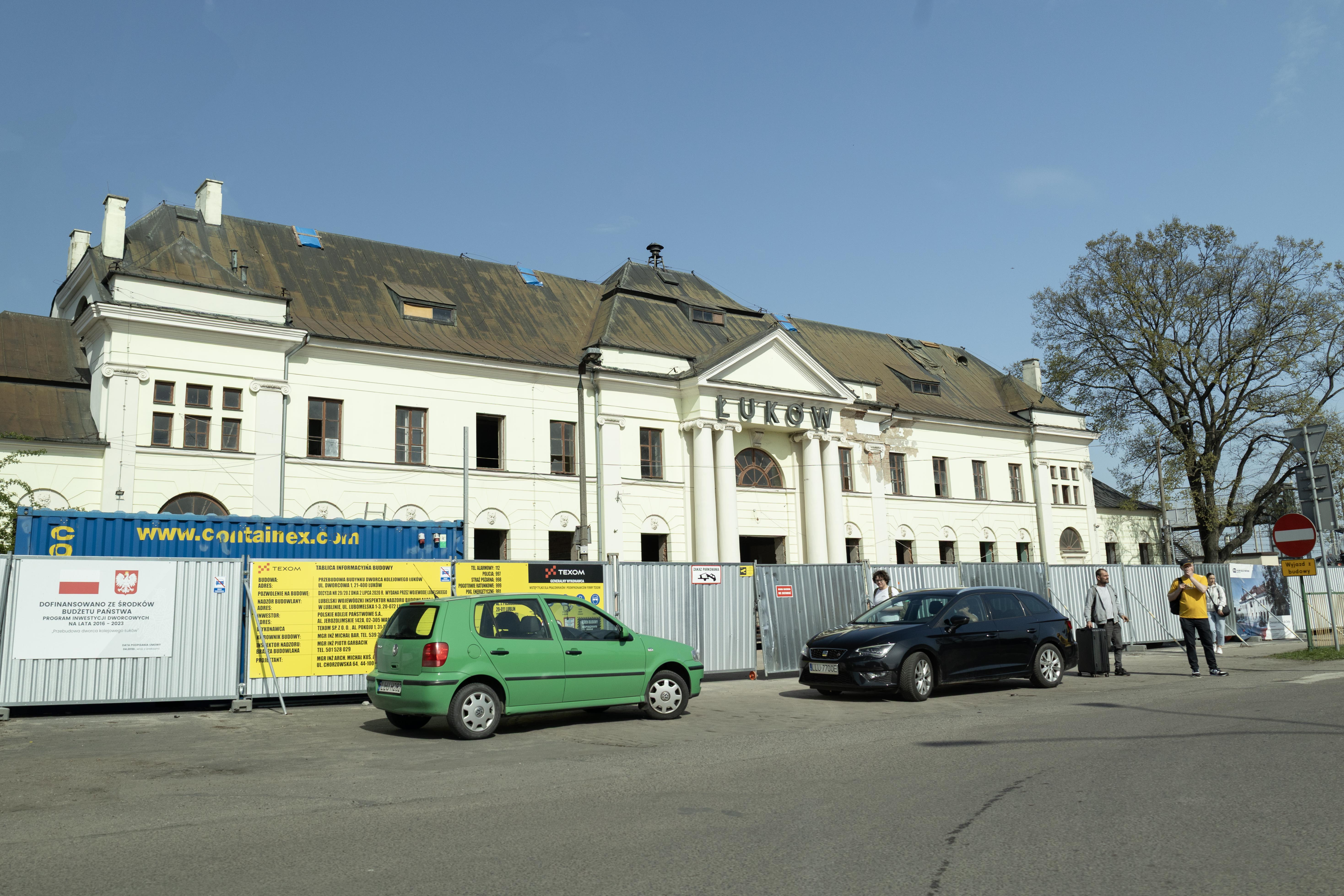
Dworzec podczas prac remontowych

Choć zatrzymują się tu pociągi dalekobieżne i jest to stacja węzłowa, na dworcu nie ma kasy biletowej. Znajdują się tu jedynie automaty biletowe Kolei Mazowieckich oraz InterCity.
W ramach zaplanowanych po remoncie zmian w zagospodarowania powierzchni dworca, 27 grudnia 2022 roku PKP SA podpisały z Łukowskim Ośrodkiem Kultury 15-letnią umowę na najem powierzchni. Na piętrze powstanie m.in. sala widowiskowa na 300 osób wraz z zapleczem. Zaplanowano także modernizację najbliższych okolic dworca. Przebudowa dworca w Łukowie realizowana jest w ramach Programu Inwestycji Dworcowych na lata 2016–2023. Prace budowlane rozpoczęły się w listopadzie 2024 roku.

## Dojazd do stacji
W bezpośrednim sąsiedztwie stacji, na wylocie skrzyżowania Alej Kościuszki z ul. Konarskiego i Dworcową, zlokalizowano przystanki autobusów komunikacji miejskiej, którymi można dojechać m.in. do centrum miasta oraz na Osiedle Sienkiewicza, od 3 stycznia 2022 roku także na Farfak oraz Łapiguz, a w sezonie letnim również nad Zalew Zimna Woda.
Przed dworcem znajduje się też przystanek komunikacji lokalnej PKS, skąd wyruszają w trasę autobusy do Nowej Gręzówki. Naprzeciw dworca zatrzymują się również autobusy jadące z dworca dalekobieżnego PKS (zlokalizowanego około 1,5 km na południe, w centrum miasta) do Krynki.

## Galeria zdjęć

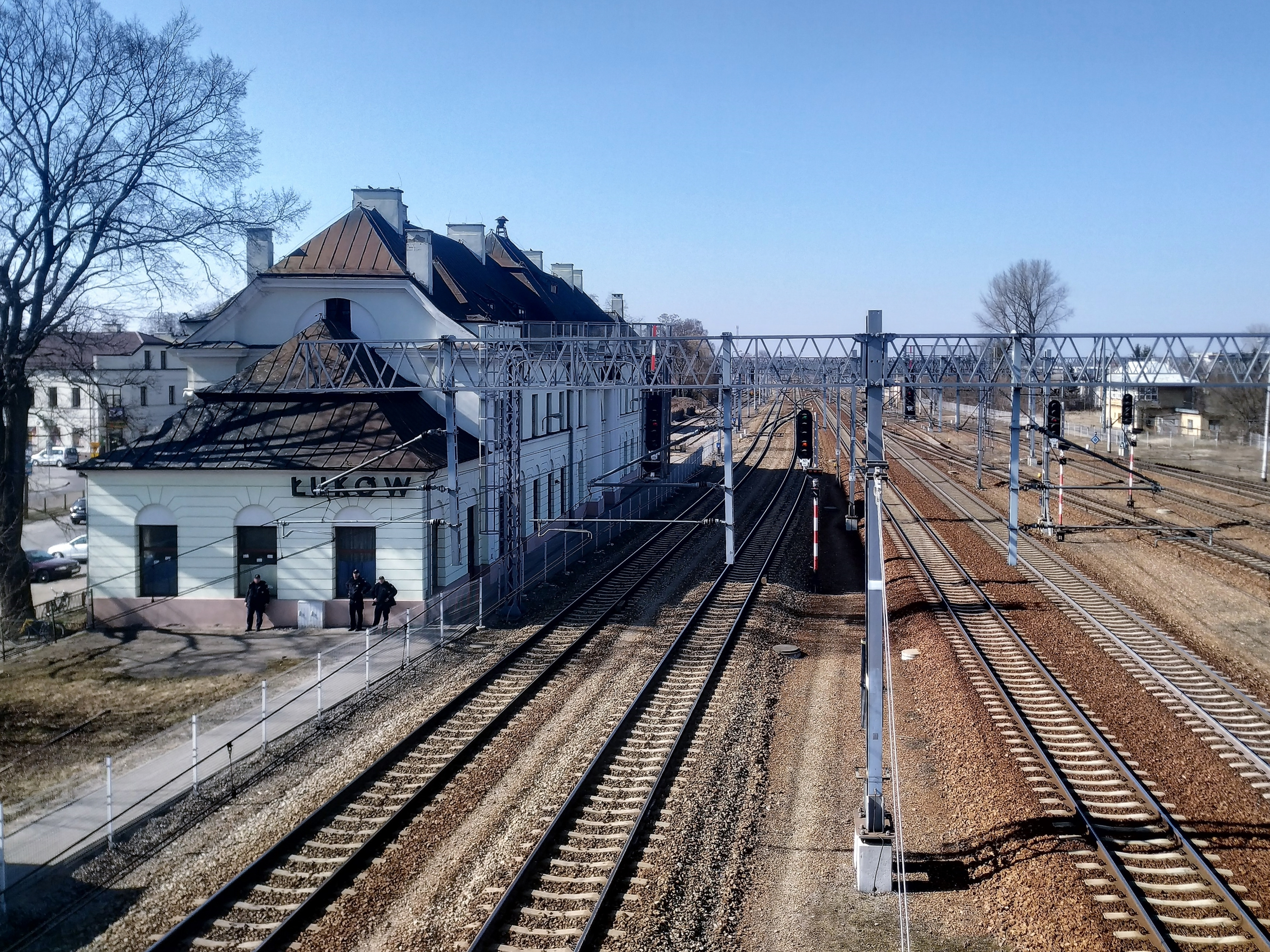
Widok na budynek dworca z kładki nad torami kolejowymi
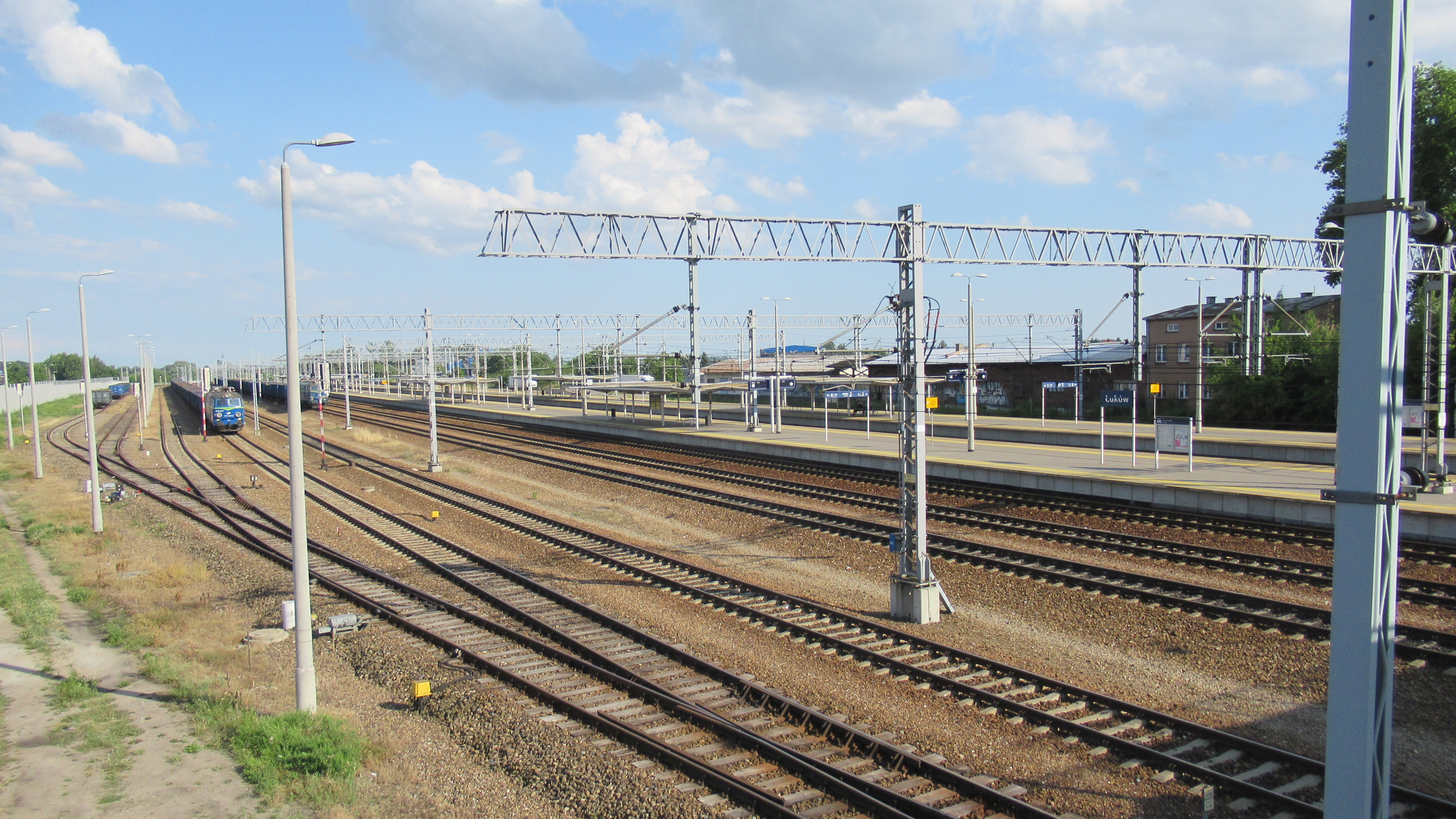
Widok na układ torowy z kładki nad torami
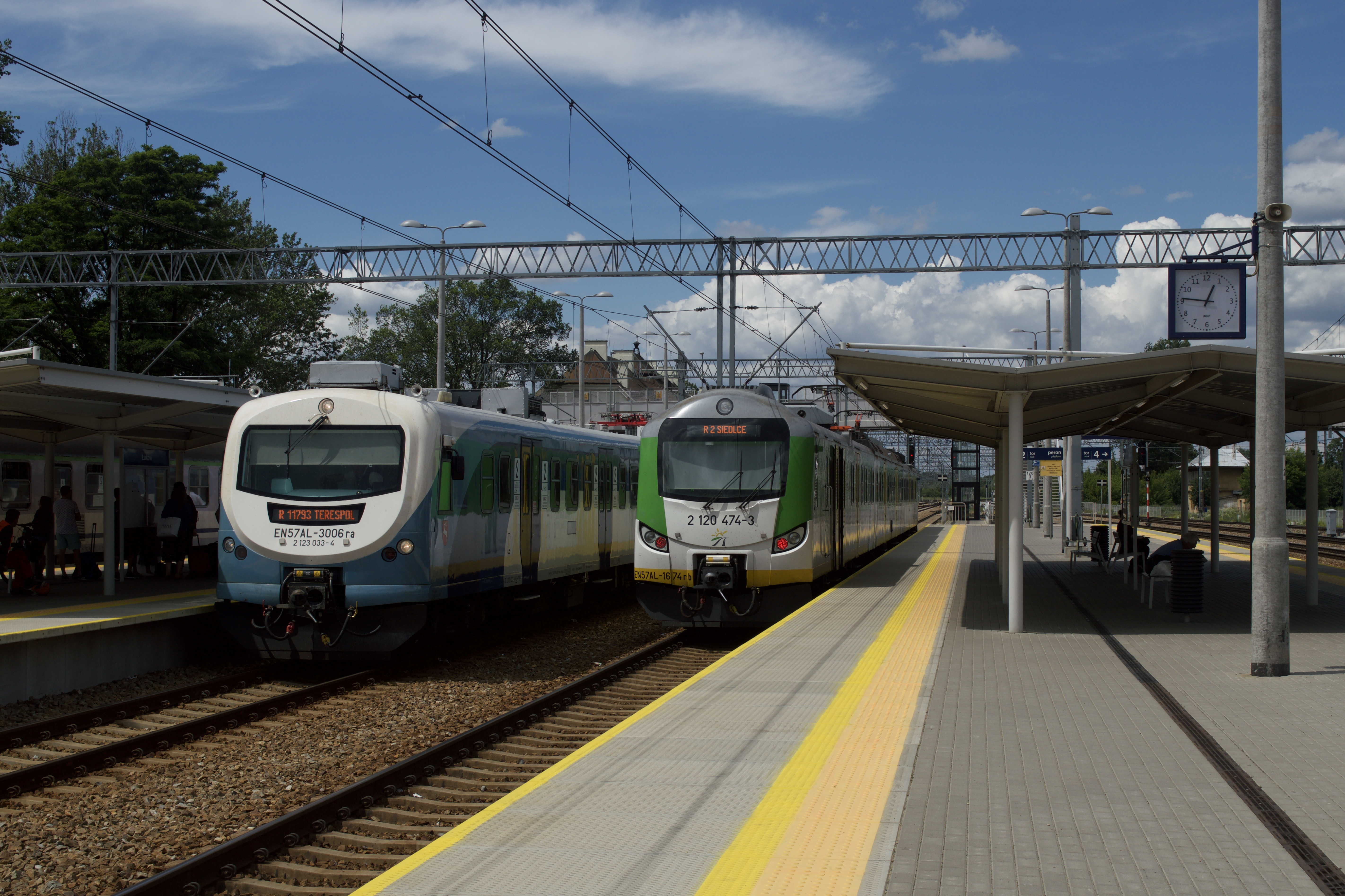
Pociągi między peronami 1 i 2, odjeżdżające odpowiednio w kierunkach: Terespol oraz Siedlce
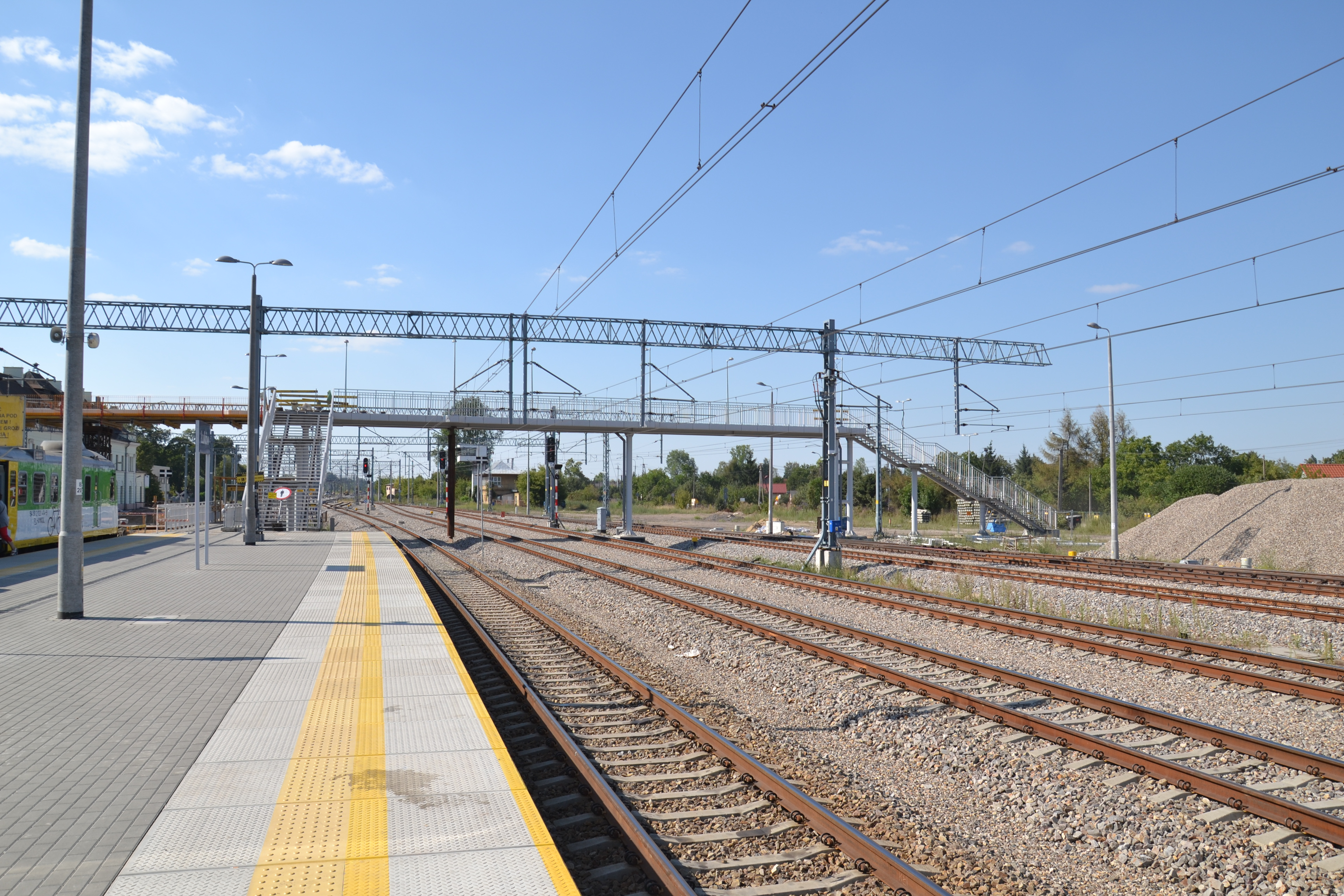
Widok z peronu 2 w 2015 r.
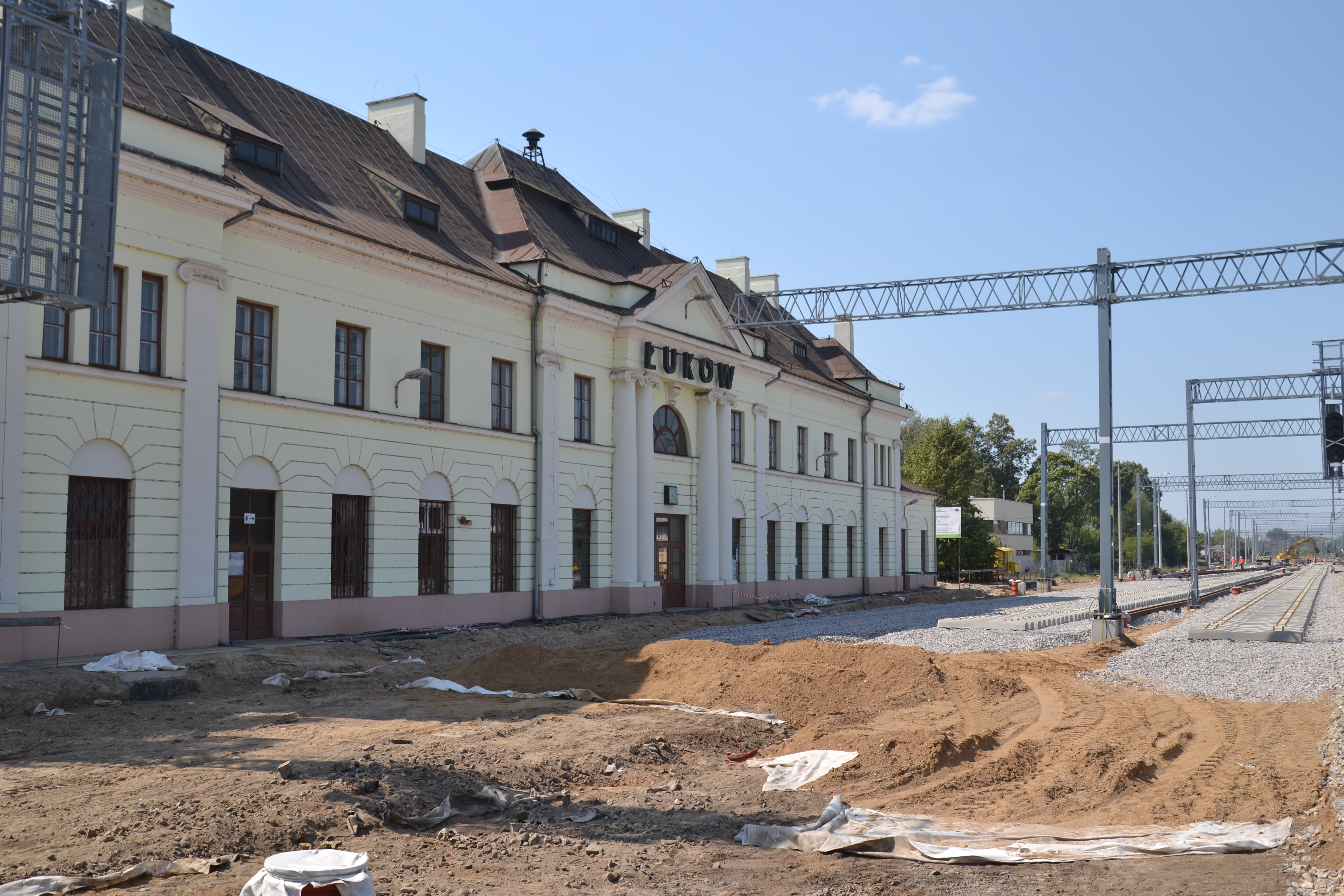
Dworzec od strony peronów w czasie prac modernizacyjnych w 2015 r.
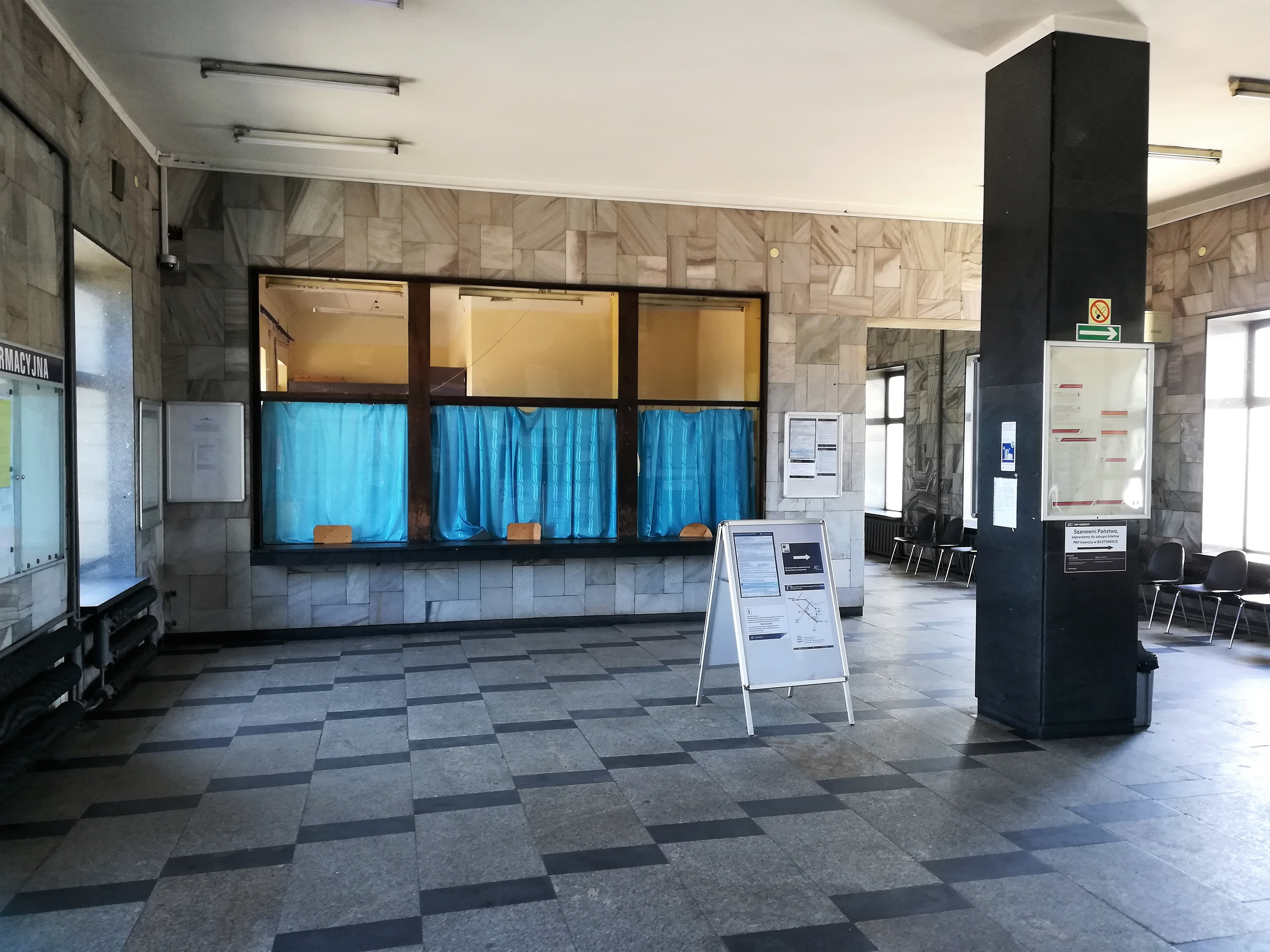
Wnętrze budynku dworca
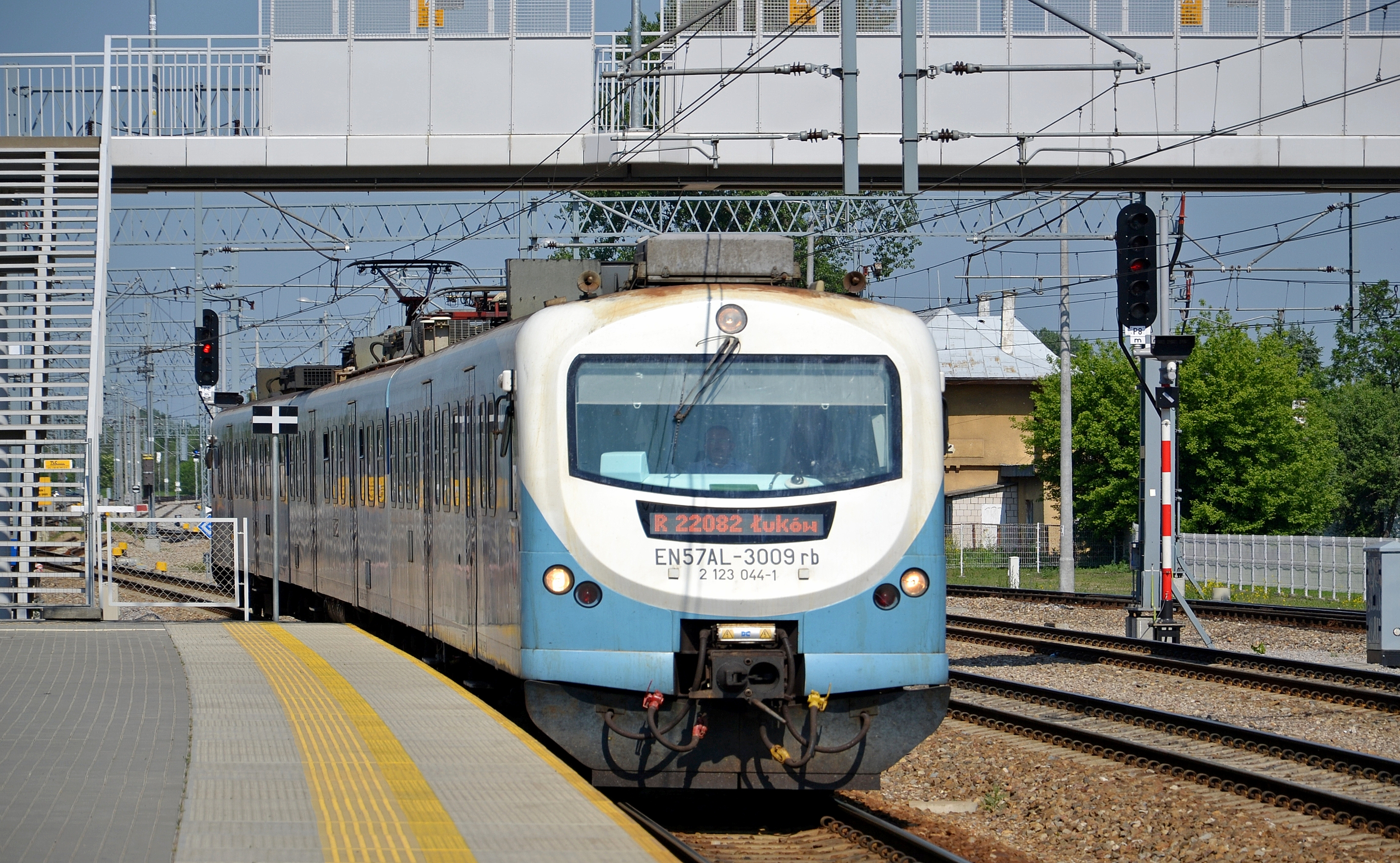
EN57AL lubelskich Przewozów Regionalnych na stacji Łuków
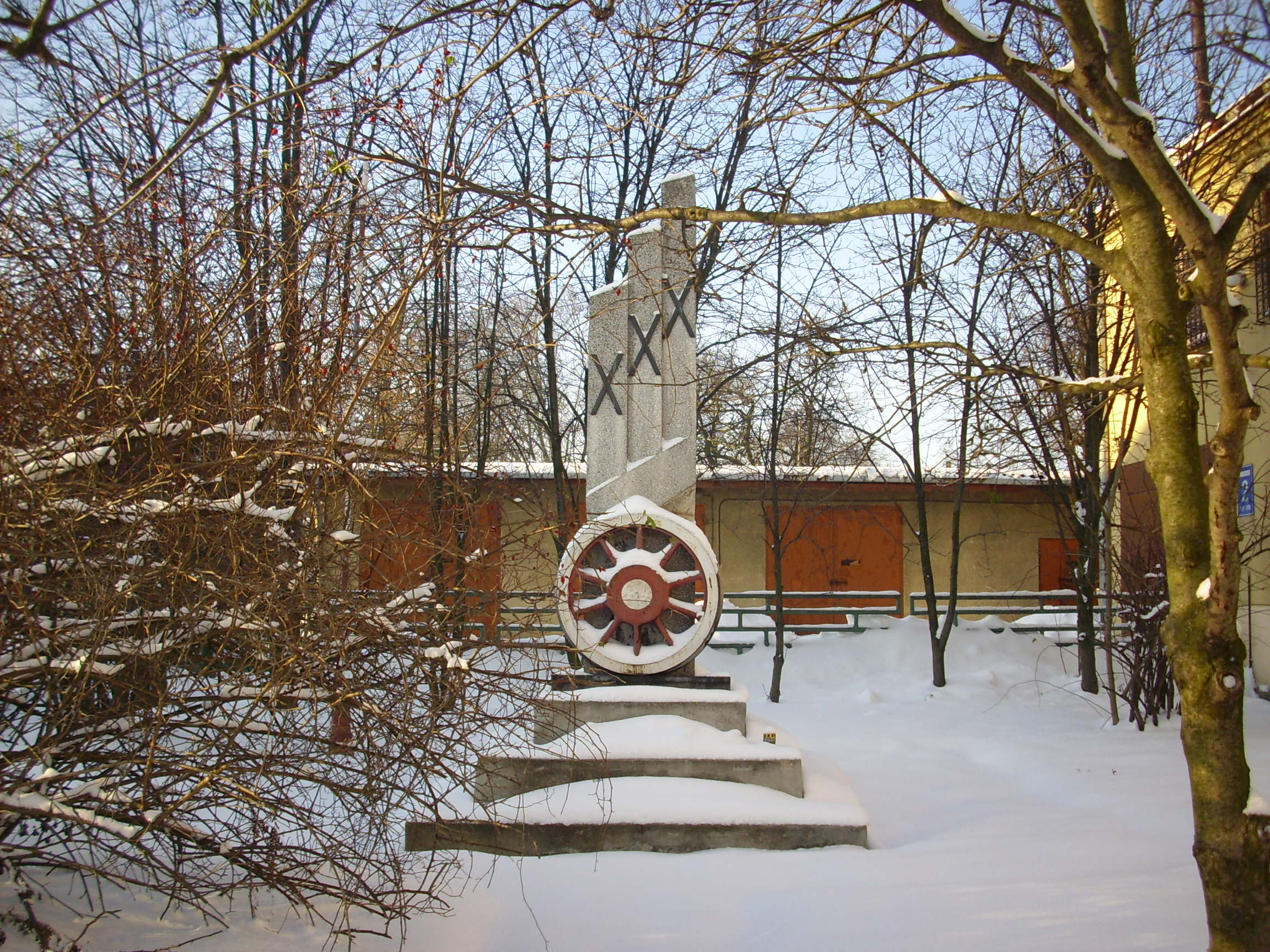
Pomnik poświęcony „Kolejarzom poległym za Ojczyznę w latach 1939–1945”, w pobliżu budynku dworca